# XM307自動榴彈發射器
XM307先進步兵支援武器（英語：Advanced Crew Served Weapon，簡稱：ACSW）是一款已停止發展、採用25毫米智能榴彈彈藥的自動榴弹发射器，發射25×59毫米OCSW高爆連發榴彈。
這種設計是由於理想步兵支援武器（英語：Objective Crew Served Weapon，簡稱：OCSW）這個項目的關係。它重量比其他全自動型榴彈發射器更輕便，設計上是2個人都可以攜帶和可以輕鬆地裝在車輛以上的便攜型武器。XM307可以在2,000公尺（2,187.23碼，6,561.68英尺，1.24英里）內擊殺或壓制敵方士兵，並且在1,000公尺（1,093.61碼，3,280.84英尺，0.62英里）摧毀輕型裝甲車輛，船隻和直升機。可是，該項目已於2007年被取消。

## 設計
該系統目前是通用动力為美國陸軍裝甲及武器指揮部（TACOM，現稱：美國陸軍裝甲及武器壽命週期管理司令部）開發的裝備與技術產品。作為整體輕武器規劃（英語：Small Arms Master Plan，簡稱：SAMP）的其中一個部分，其用意不但是用以取代或補充Mk 19自動榴彈發射器和白朗寧M2重機槍。它發射25毫米點高爆及空爆彈藥，其中高爆彈（HE）和高爆反坦克彈（HEAT）射速為每分鐘260發，而且其有效射程可達2,000公尺（2,187.23碼，6,561.68英尺，1.24英里）。
它的主要優點就是XM307的特製液壓緩衝系統。武器本身會吸收不少的後座力，因此就算沒有使用其專用的大型三腳架或者沉重的沙包，都能夠有效地使用這沉重的武器。由於這個液壓緩衝系統會吸收後座力和本身的重量較輕便，因此也可以將其裝上較小型的載具，例如小型車輛和小型飛機以上。XM307的專用空爆榴彈能夠在無需直接射擊下更容易地繞過掩體後方的敵人，然後目標受到來自爆風和碎片的損害，而無需在牆上打出一個孔，只是在一個較廣闊的地帶或目標的上方炸死掩體後方的敵人，而敵方的掩體結構仍完好無損。XM307的另外一個優點，就是它可以在兩分鐘以內轉換為重機槍（XM312重機槍），一種可用作步兵及輕型反裝甲支援用的.50口徑重機槍版本。

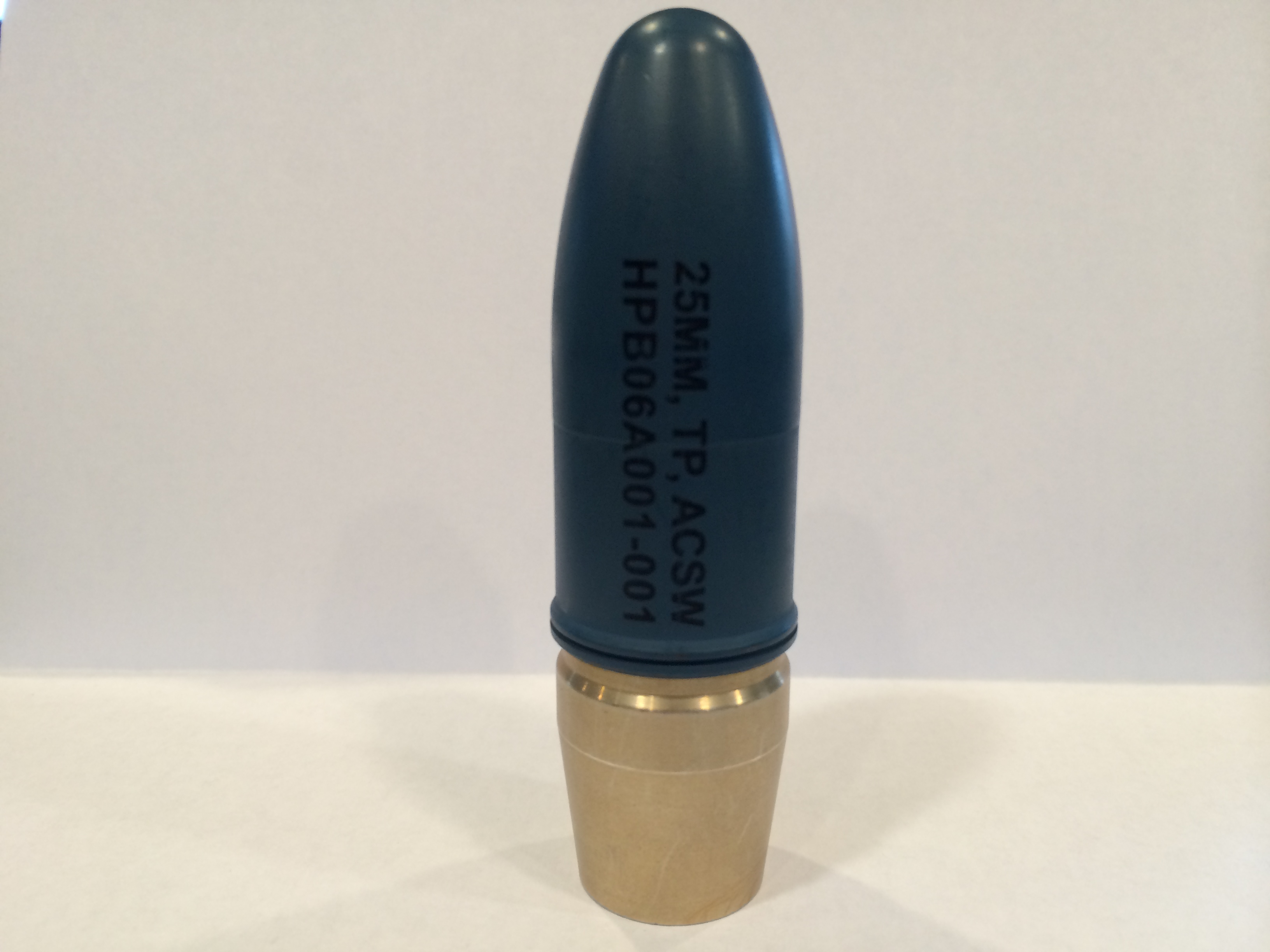
25毫米訓練型彈藥。

## 規格[2]

### 系統
- 重量：50磅（19.05公斤）（連槍、載具、和火控系統）
- 火控系統：能夠以全自動方式操作，日/夜皆可使用
- 便攜性：只需2名人員或車輛裝載就可以攜帶
- 穩定性：高度至18英吋（457.2毫米）的三腳架高度
- 環境：不會受到地形所限制

### 槍
- 尺寸（以最大尺寸計算）：1,328.42（長度）×251.46（寬度）×182.88（高度）（調整後長度是1,099.82）毫米（52.3（長度）×9.9（寬度）×7.2（高度）（調整後長度是43.3）英吋）
- 射速：400發／分鐘，全自動射擊
- 子彈散佈：1.5角分（MOA）以下
- 有效距離：可殺死和壓制2,000公尺（2,187.23碼，6,561.68英尺，1.24英里）外的敵方士兵
- 彈藥：高爆空爆彈，穿甲彈和訓練用彈藥（HE、AP、TP、和TP-S）
- 供彈方式：彈鏈，彈箱裝置在武器的左邊

## 衍生型
遠距遙控載具（英語：Remotely Operated Variant，簡稱：ROV）是未来战斗系统的車輛版本，也正在開發中。這個武器系統，是安裝在車輛外部，並且在車輛內部遙控。

## 歷史
- 2004年5月—在發展階段期間通過2007財年的資金購買。[4]
- 2005年12月—同時給予資金購買遠距遙控載具（ROV）。[3]
- 2007年，該項目被取消。[1]

## 流行文化

### 电子游戏
- 2008年—：命名為「XM307」。
- 2010年—：命名為「XM307」。
- 2013年—：命名為「Mk32」，由BLUFOR、OPFOR和INDFOR所使用，使用20毫米榴彈。

## 資料來源
1. 1 2  .   [2009-02-25]. （原始内容存档于2022-05-01）.
2. 1 2  .   [2009-02-25]. （原始内容存档于2008-12-02）.
3. 1 2  .   [2009-02-25]. （原始内容存档于2007-06-12）.
4. ↑  . GlobalSecurity.org. 2008-04-07  [2008-06-10]. （原始内容存档于2022-05-01）.

## 外部連結
- （英文）—Discovery Website - XM307 video clip
- （英文）—M307 Airbursting Weapon System Advanced Crew Served Weapon - Global Security （页面存档备份，存于）
- （英文）—Modern Firearms—XM307 ACSW Advanced Crew-Served Weapon （页面存档备份，存于）
- （英文）—Weapon.ge—XM307 ACSW （页面存档备份，存于）
- （英文）—General Dynamics: Fact Sheet on the XM307
- （英文）—Military, Security and Civilian Guns—General Dynamics XM307 (ACSW) Advanced Crew-Served Weapon （页面存档备份，存于）
- （英文）—YouTube—future weapons - xm307 auto grenade launcher and 50.cal mg （页面存档备份，存于）
- （简体中文）—D Boy Gun World（槍炮世界）—XM307 OCSW 理想班组支援武器 （页面存档备份，存于）